# Tamecka Dixon
Tamecka Michelle Dixon (Linden, 14 dicembre 1975) è un'ex cestista statunitense.

## Carriera
Era un play-guardia di 175 cm che ha vestito la maglia del Rovereto Basket, con cui ha esordito in Italia nel 2004-05. Dalla stagione 2007-08 gioca nell'Italmoka Pozzuoli, in Serie A1. È stata riconfermata per la prossima stagione.
Vanta un'ottima carriera nella WNBA: dal 1997 al 2005 ha vestito la casacca delle Los Angeles Sparks, dal 2006 gioca per le Houston Comets. Nella lega professionista statunitense ha giocato ben 313 match nella regular season e 36 nei play-off. Vanta anche tre presenze nell'all-star game.

## Palmarès
- Campionato WNBA: 2

Los Angeles Sparks: 2001, 2002
- All-WNBA Second Team (2001)